# Grigori Semiónov
Grigori Mijáilovich Semiónov, a veces erróneamente transcrito como Semenov (del ruso: Григорий Михайлович Семёнов), (13 de septiembrejul./ 25 de septiembre de 1890greg.-30 de agosto de 1946), fue un jefe contrarrevolucionario en la región del lago Baikal y alrededores entre 1917 y 1920, teniente general en 1919. Se lo considera el más importante de los jefes militares financiados por Japón en la región durante la Guerra civil rusa; famoso por su crueldad y tachado de bandido incluso por los aliados.
Nacido y criado en un asentamiento cosaco en Siberia, estudió en una academia militar cosaca. Se lo destinó a la frontera y más tarde a Mongolia, donde se mezcló sin autorización en la política local. Reprendido, se lo trasladó a nuevos destinos hasta que su unidad fue enviada al frente durante la Primera Guerra Mundial.
Combatió en el frente sudoccidental y persa y trabó amistad con su futuro lugarteniente durante la Guerra civil rusa, Ungern von Sternberg. Valeroso, fue nombrado caballero de cuarta clase de la Orden de San Jorge. Después de la Revolución de Febrero de 1917, propuso al Gobierno la formación de un ejército de voluntarios reclutado entre las minorías del Imperio y recibió el nombramiento de comisario para el reclutamiento en Siberia oriental, donde tuvo notable éxito entre los mongoles.
Tras la Revolución de Octubre comenzó su lucha armada contra el nuevo Gobierno soviético, denominado Consejo de Comisarios del Pueblo (Sovnarkom), y las autoridades locales con reclutas de variado origen. El frente fluctuó durante el invierno y la primavera de 1918 mientras Semiónov trataba con las demás autoridades antisoviéticas de la región e intentaba recabar el apoyo de los aliados, que logró como principal fuerza opuesta al nuevo Gobierno de Lenin. Respaldado financieramente por Francia y Gran Bretaña, su principal influencia y fuente de dinero y armas fue, sin embargo, Japón, del que se convirtió en agente en la zona en la práctica.
Aprovechando la revuelta de la legión Checoslovaca, logró finalmente avanzar contra los soviéticos y tomar Chitá, donde instauró su dominio de terror sobre la región, sostenido gracias al continuo apoyo japonés y al control de la red de ferrocarriles. Se opuso al golpe de Estado que nombró gobernante supremo a Aleksandr Kolchak, con el que mantuvo tensas relaciones y al que privó a voluntad de suministros gracias a su control de una sección del transiberiano y del transmanchuriano. Convertido en señor feudal de la zona, los intentos de Kolchak de destituirlo fracasaron por la oposición japonesa. A finales de 1919, ante la derrota militar frente a los soviéticos, Kolchak trató de lograr su ayuda para sostenerse, pero los esfuerzos de Semiónov por su teórico superior fueron escasos e inútiles.
Tras la derrota y muerte de Kolchak, quedó como gobernante provisional de Siberia y hubo de enfrentarse a las nuevas autoridades de la República del Lejano Oriente, respaldadas por Moscú. Pudo sostenerse hasta la retirada japonesa, que lo obligó a replegarse al este en el otoño de 1920. Sus intentos para retomar el poder en el Lejano Oriente ruso fracasaron y acabó exiliándose. Durante el periodo de entreguerras residió en el norte de China, siempre cercano a los japoneses y tras la Segunda Guerra Mundial fue capturado por los soviéticos, condenado y ejecutado en Moscú.

## Comienzos y la guerra mundial
Semiónov era de ascendencia ruso-buriata, hijo de un próspero comerciante cosaco y de madre buriata, nacido en la región de Transbaikal, en la aldea cosaca de Kuranzka, en el curso medio del río Onon, en 1891. Creció entre la tradición cosaca y las historias de la antigua grandeza mongol, convirtiéndose en un tipo de frontera, audaz pero brutal.
Se graduó en la Escuela Militar cosaca de Oremburgo en 1911. Fue destinado al primer regimiento de Verjneúdinsk del Ejército cosaco del Transbaikal del Ejército Imperial ruso, acuartelado en Troitskosavsk, en la frontera mongola, y más tarde en Urga. De inmediato se pusieron de manifiesto tanto su fascinación por los asuntos mongoles como su tendencia a la intriga e intervino sin haber recibido órdenes en la independencia mongola de 1911 dispersando a la guarnición china. Reprendido por sus superiores, se lo envió lejos de Mongolia. Primero se lo destinó a la escuela militar de Chitá y más tarde al Lejano Oriente ruso, patrullando la frontera del río Ussuri.
Al estallar la Primera Guerra Mundial, su unidad fue enviada al frente suroccidental, donde sirvió hasta enero de 1917, cuando se lo transfirió al frente persa, al mando de la 3.ª centuria del 3.er Regimiento de Verjneúdinsk. Ascendió a yesaul (equivalente a capitán de infantería en la jerarquía cosaca). Soldado valeroso, había sido condecorado con la Orden de San Jorge de cuarta clase. Durante su estancia en el frente occidental, forjó su amistad con su futuro subordinado, el barón Roman Ungern von Sternberg, de carácter similar.
Con el comienzo del periodo revolucionario, Semiónov se convenció de la necesidad de reclutar un nuevo ejército de voluntarios y se convenció de la posibilidad de hacerlo entre las minorías de Imperio ruso, especialmente de las siberianas, tomando a los buriatos como centro del mismo. Tras la disolución del II Cuerpo de Cosacos volvió a la Brigada de Ussuri, proponiendo en mayo a Kérenski su plan, para lo que viajó a la capital; propuso además sin éxito un golpe de Estado en favor del general Alekséi Brusílov.
En agosto de 1917, Semiónov recibió el nombramiento de comisario del Gobierno Provisional en la región de lago Baikal, responsable del reclutamiento de unidades militares voluntarias buriatas para luchar en la guerra. Inmediatamente comenzó sus actividades entre las diversas agrupaciones mongolas, con notable éxito.

## La Guerra civil rusa en el Transbaikal

### Situación en Transbaikalia
La región del Transbaikal estaba constituida por ocho distritos limitados por el Baikal al oeste, Manchuria al este y Mongolia al sur; quedaba separada en dos por los montes Yáblonoi, siendo Chitá y Verjneúdinsk sus principales centros urbanos, que habían crecido notablemente desde comienzos del siglo xx. Hasta la inauguración del ferrocarril transiberiano a comienzos de siglo, la zona había sido famosa por sus minas de oro, su comercio de té con China y por ser una región utilizada por el Gobierno imperial para el exilio interior y prisión de rebeldes y adversarios. Los cosacos del Ural habían sido deportados a la región tras su participación en la revuelta de Yemelián Pugachov. Durante el siglo xix, les siguieron numerosos deportados políticos. La región también había sido zona de asentamiento de disidentes religiosos y contaba con una comunidad decreciente de mongoles buriatos (26 % de los 795 796 habitantes según el censo de 1911).
Tras la Revolución de Febrero de 1917 en Petrogrado, las autoridades zaristas fueron rápidamente apartadas y la organización de la revolución quedó principalmente en manos de los políticos socialrevolucionarios de la zona. En las dos principales urbes de la región, controlaban tanto las instituciones dependientes del Gobierno Provisional Ruso como el sóviet.
A esta zona, las consecuencias de la Revolución de Octubre llegaron tardíamente. Hasta finales de 1917 y comienzos de 1918, los diversos partidos socialistas cooperaron en aplicar reformas agrarias y sobre el trabajo, y los sóviets (consejos) locales no tomaron el poder hasta esas fechas.

### Intervención Aliada y asentamiento en Siberia

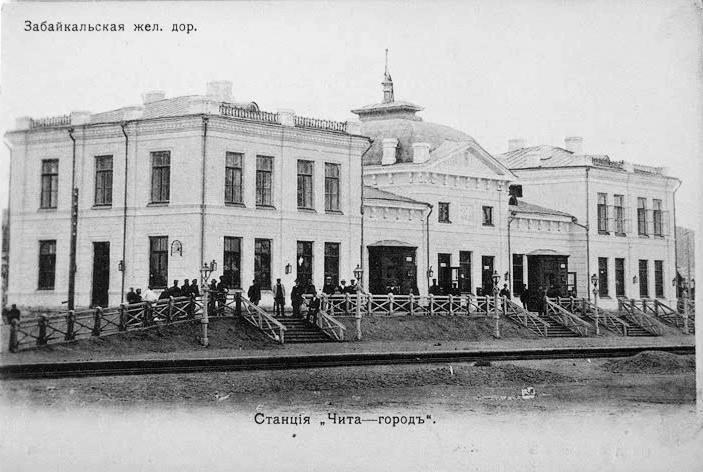
Estación de ferrocarril de Chitá en 1910. El control del nudo ferroviario de Chitá por Semiónov le confirió poder frente al Gobierno del almirante Aleksandr Kolchak y le permitió saquear a voluntad el transporte entre Siberia occidental y el Lejano Oriente ruso y Manchuria.

Después de la Revolución de Octubre y la toma del poder por los bolcheviques en Irkutsk el 19 de noviembrejul./ 2 de diciembre de 1917greg., Semiónov organizó una rebelión antisoviética con sus cerca de seiscientos hombres pero, derrotado, huyó hacia Manchuria. A comienzos de diciembre, empezó a buscar reclutas en el Onon y a solicitar apoyo al general Horvat en Manchuria para reforzar sus primeras unidades. Alrededor de las mismas fechas, envió un delegado a tratar con Kolchak en Shanghái, tratando de recabar su apoyo, sin lograrlo.
A mediados de enero de 1918, comenzó a atacar los pueblos del Transbaikal, acciones que aumentaron el temor de los socialrevolucionarios sobre una guerra civil si el poder pasaba exclusivamente a los sóviets como exigían bolcheviques y algunos mencheviques. La nueva autoridad política formada por consenso de las fuerzas políticas locales por esas fechas para llenar el vacío del Gobierno provisional y afrontar la toma del poder por los bolcheviques tachó a Semiónov de contrarrevolucionario y ordenó su arresto. Mientras, este había tomado el control del norte del ferrocarril transmanchuriano, hasta entonces administrado por los rusos como una colonia en China. Durante diciembre de 1917 y enero de 1918, envió agentes para reclutar seguidores y obtener armas de los poblados cosacos cercanos a la frontera siberiano-manchú. A mediados de enero, contaba con algo más de quinientos hombres y trató de avanzar sin éxito hacia Chitá, frustrado por la llegada de tropas que regresaban del frente y sostuvieron al sóviet popular frente a las unidades de Semiónov. Con la toma del poder en la región por los bolcheviques poco después, el nuevo comandante continuó obligando a Semiónov a replegarse hacia Manchuria. Por otro lado, las tropas chinas, que habían tomado el control de gran parte del transmanchuriano a petición de los Aliados, presionaban a Semiónov desde el sur, aunque consiguió mantener el control de Manchuli y Hailar.
A comienzos de 1918, con la llegada de las primeras tropas Aliadas de la intervención aliada en la Guerra civil rusa, los Gobiernos de la Entente confiaron en Semiónov para acaudillar las fuerzas opuestas a los bolcheviques en Siberia. Semiónov, considerado corrupto e indeseable, parecía ser la única alternativa a los bolcheviques en la región y contaba con trenes blindados que le permitían controlar las comunicaciones de la zona a pesar de sus escasas tropas. Hasta la revuelta de la Legión Checoslovaca, sus tropas constituían la única fuerza antibolchevique de importancia en la zona.
A finales de enero de 1918, representantes de Semiónov viajaron a Pekín para presentar sus planes de oposición al avance bolchevique y para solicitar su ayuda, militar y económica. Los informes británicos, favorables, hicieron que el Gobierno de Londres aprobase la ayuda al caudillo (atamán) cosaco. A finales de febrero y principios de marzo, Semiónov comenzó a recibir subsidios (diez mil libras mensuales) y armamento de los británicos. A la vez y sin saberlo estadounidenses y británicos, el Gobierno japonés había alcanzado un acuerdo con Semiónov para abastecerlo a gran escala, convirtiéndolo pronto en su agente en la región. Los japoneses no sólo armaron al cosaco, sino que le enviaron tropas especializadas para reforzar sus unidades. Los instructores japoneses para el armamento regalado a Semiónov viajaron a su territorio con uniformes rusos. El zaibatsu Kuhara corrió con los gastos del apoyo a Semiónov. Tanto el Gobierno británico como el francés entregaron también armamento y dinero a Semiónov por las mismas fechas, en secreto, para no perturbar sus negociaciones simultáneas con el Gobierno de Lenin para tratar de lograr su vuelta a la guerra contra los Imperios Centrales. A pesar de estos apoyos, en marzo Semiónov se encontraba arrinconado entre las tropas soviéticas que avanzaban hacia Manchuria y las unidades chinas en el transmanchuriano.
En marzo los chinos, temerosos de que los soviéticos entrasen en su territorio en persecución de Semiónov, impusieron una tregua a las partes y comenzaron las negociaciones con los soviéticos, que exigieron el desarme de las tropas del cosaco. Los chinos procedieron a internarlo brevemente y a prometer que sus unidades no cruzarían la frontera al menos hasta el 5 de abril. La represión china era más aparente que real ya que las autoridades no desarmaron a Semiónov y se le permitió reorganizar sus fuerzas bajo protección de las tropas chinas. Los instructores japoneses acabaron por participar en su siguiente ofensiva. A comienzos de abril, contaba con tres regimientos de caballería con un total de unos mil doscientos hombres, diversos regimientos de infantería, artillería y cuatro trenes blindados. En total reunió alrededor de dos mil soldados.
En abril un representante de Semiónov propuso a Aleksandr Kolchak, entonces empleado por los británicos y camino de Pekín para formar una fuerza contra los bolcheviques en Asia, unirse a aquel en la formación de un Gobierno cosaco con base en Manchuria. Kolchak, consciente de que Semiónov no era más que un bandido saqueador a sueldo de Japón, rechazó la propuesta. Este rechazo hizo que Semiónov, con su «Destacamento Especial Manchú» formado por buriatos, mongoles, coreanos y cosacos, junto con los cosacos de Ussuri al mando de Iván Kalmykov y la misión militar japonesa  del general Nakajima, frustrasen los esfuerzos de Kolchak en los meses siguientes en Manchuria. Ante la desobediencia de Semiónov a las órdenes británicas de no comenzar en abril una nueva ofensiva para no desbaratar sus negociaciones con los bolcheviques, los británicos suprimieron su ayuda.
El 21 de marzo de 1918, a pesar de los deseos de sus protectores, Semiónov comenzó su segunda ofensiva y tomó Dauria y Hailanor el 23 de abril. El 28 capturó Borzia y forzó la retirada de las tropas soviéticas del Ono dos días después. Semiónov las persiguió, forzándolas a replegarse a Karýmskaia y tomó el 9 de mayo la estación de Aga; no pudo avanzar más por problemas con los suministros. A comienzos de la campaña, se había nombrado atamán para lograr autoridad entre las tropas cosacas y roto sus lazos con Horvat en Harbin, proclamándose presidente de un nuevo «Gobierno Temporal del Territorio del Transbaikal».
El saqueo de la población, las ejecuciones sumarias de bolcheviques o sospechosos de serlo y su general antisocialismo convirtieron a las unidades de Semiónov en impopulares y limitaron el número de voluntarios que se unió a sus filas, que contaban con antiguos bandidos chinos. A pesar del reclutamiento forzoso de prisioneros de guerra y exbandidos, sus fuerzas apenas alcanzaban los mil hombres. La población no respaldó en general su nuevo Gobierno.
El 14 de mayo de 1918, los soviéticos, superiores en número, comenzaron su contraofensiva y el 27 lo forzaron a retirarse a Bozia tras cruzar el Onon. Esta última tuvo que ser abandonada el 11 de junio y a finales de mes Semiónov se hallaba nuevamente restringido a la zona fronteriza con China. Los reveses militares y la retirada británica y francesa de su anterior apoyo no llevaron al Gobierno japonés a abandonar a Semiónov, sino a redoblar su respaldo, tanto económico como militar y diplomático ante China, durante el verano.
En agosto de 1918, se las arregló para consolidar sus posiciones en la región del Baikal gracias a la supresión de las autoridades soviéticas en la región por la Legión Checoslovaca, e impuso un régimen sin piedad. Las tropas bajo su mando fueron descritas como un «hatajo de bandidos para detener trenes y forzar pagos, sin importar qué clase de carga o en favor de quién es la carga». El comandante de las tropas estadounidenses destacadas en Siberia, general Graves, describió al jefe cosaco como «un asesino, un ladrón y un canalla disoluto... que no podría haberse mantenido en Siberia ni una semana sin la protección de Japón».
En septiembre, tras la revuelta de los checoslovacos, logró al tercer intento avanzar definitivamente hacia Siberia y tomar Chitá (6 de septiembre). Semiónov instaló su «corte» en su tren blindado, «el terrible», dando rienda suelta a sus fantasías de poder y a sus planes de dirigir un gran ejército mongol contra los bolcheviques. A pesar de compararse con Napoleón y Gengis Kan, Semiónov no volvió a dirigir sus tropas tras la conquista de Chitá, negándose además a enviarlas al frente de los Urales y limitándose a utilizarlas en correrías por la región bajo su control.
El Gobierno Provisional de Siberia, una de las muchas autoridades antibolcheviques surgidas en Siberia, nombró a Semiónov comandante de una unidad con base en Chitá, el V Cuerpo del Amur. Semiónov había reconocido teóricamente a los Gobiernos de Omsk surgidos tras la expulsión de los bolcheviques en el verano, en especial por la presencia de tropas checoslovacas al este del Baikal que los sostenían, pero se opuso rotundamente al golpe de Estado que entregó el poder a Aleksandr Kolchak pues este frustró sus planes de ampliar su poder y exigió ser consultado en el nombramiento de un nuevo dirigente del Movimiento Blanco a finales de noviembre de 1918.
Para mostrar su poder comenzó a confiscar los abastos para Kolchak que pasaban por Chitá y a cortar la comunicación telegráfica entre Omsk y Vladivostok. Los intentos británicos en noviembre y diciembre de 1918  de retirar la ayuda japonesa a Semiónov, considerado perjudicial para los esfuerzos Aliados de formar un Gobierno fuerte en Omsk, resultaron infructuosos.

### Subordinado a Kolchak

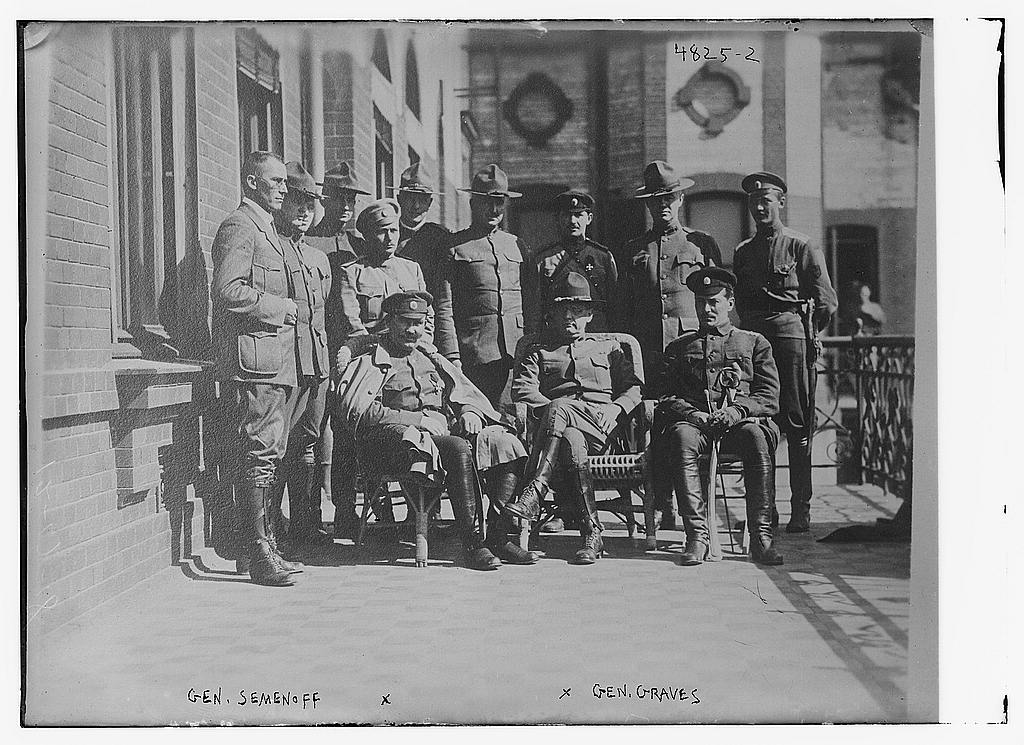
Semiónov, izquierda, junto al general estadounidense William Graves, comandante del cuerpo expedicionario de los Estados Unidos en Siberia.

Al principio, el almirante Kolchak, establecido como dictador y comandante de las fuerzas antibolcheviques en Siberia desde finales de noviembre de 1918, rechazó reconocer la autoridad de Semiónov, relevándolo del mando y acusándolo de traición, pero más tarde tuvo que aceptar su permanencia debido a la insistencia de los Aliados y lo nombró comandante en jefe del distrito militar de Chitá (mayo de 1919). El sustituto nombrado por Kolchak, convencido de poder deshacerse de los tres mil hombres de las fuerzas de Semiónov, tuvo que abandonar los planes de acabar con este ante el riesgo de enfrentarse a los japoneses, que lo sostenían. El general Iuki, comandante de la 3.ª División destinada en Transbaikalia, había afirmado: «Japón no permitirá ninguna medida contra Semiónov y no renunciará al uso de la fuerza para evitarlas». Mientras, a comienzos de enero de 1919, Semiónov había detenido diez convoyes de trenes provenientes de Vladivostok, haciéndose con mil doscientos vagones de los que doscientos servían de cuarteles para sus tropas mientras que el resto había sido alquilado a alto precio a especuladores.
Las relaciones mejoraron ligeramente a finales de enero de 1919, cuando Semiónov permitió las comunicaciones con Vladivostok y expresó su intención de subordinarse a Kolchak y este abandonó los intentos de someter a los atamanes cosacos a la autoridad de su Gobierno. El acuerdo fue, en realidad, temporal e inestable. A pesar de sus promesas, Semiónov, al igual que sus padrinos japoneses, no envió nunca tropas al frente contra el Ejército Rojo, mantuvo el control sobre los suministros a Kolchak y los interrumpió en ocasiones.
En febrero Semiónov capturó al menos cuarenta y ocho trenes. Según cálculos de observadores británicos y norteamericanos, Semiónov capturó unas doscientas toneladas diarias de alimentos de los trenes que cruzaban la región bajo su control, suficientes para abastecer un ejército de sesenta mil hombres, a pesar de que no debía de contar por entonces con más de unos cuatro mil. El resto era revendido a comerciantes. Esto, junto con los aranceles que imponía a todo tren que cruzaba Manchuli, reportaba unos ingresos de unos veinte mil rublos diarios al atamán.

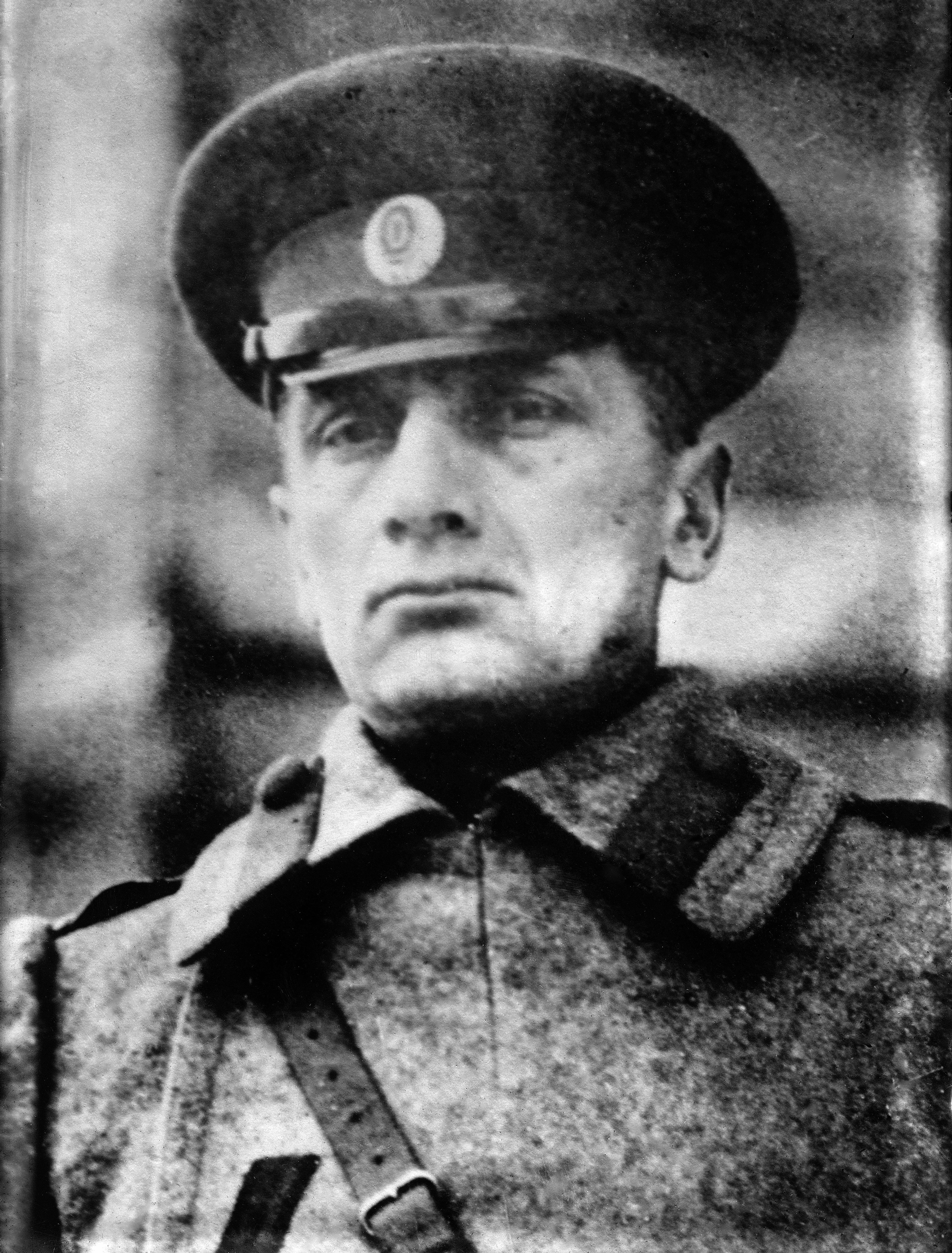
Aleksandr Kolchak, dictador del Gobierno instalado en Omsk, mantuvo malas relaciones con Semiónov, que saqueaba sus envíos de armamento y abastos, aunque al final de su Gobierno acabó nombrándolo comandante de las tropas orientales para lograr, en vano, su apoyo militar.

Durante el gobierno de Kolchak, Semiónov administró, en un régimen de terror, la región de Transbaikalia como su feudo particular, saqueando a placer a la población local y los envíos a Kolchak. Uno de sus lugartenientes más hábiles y a la vez más crueles y despiadados fue el barón Roman Ungern von Sternberg, otro el atamán Iván Kalmykov. Sátrapas asesinos, establecieron un régimen de terror en las regiones del Amur, Ussuri y en la frontera mongola.
A principios de 1919, Semiónov se nombró atamán del «Cuartel Cosaco del Transbaikalia» con el apoyo del Ejército Imperial Japonés, elementos del cual habían sido desplegados en Siberia. Los japoneses financiaban y armaban a Semiónov y a otros caudillos cosacos de la zona como Iván Kalmykov. Los caudillos cosacos no sólo cooperaban con Kolchak únicamente cuando convenía a sus intereses particulares sino que, con su control parcial de las líneas de abastecimiento de este, se surtían de abastos o desviaban envíos a Kolchak a voluntad.
La región bajo su control se extendía desde Verjneúdinsk, cerca del lago Baikal hasta el río Shilka y el pueblo de Strétensk (en el Óblast de Chitá) hasta Manchuli (Manchuria), donde el ferrocarril transmanchuriano se encontraba con la línea de Chitá, y al noreste buena parte del ferrocarril del Amur. Semiónov, sin embargo, no tenía un dominio total sobre el territorio, estando bajo la dirección real de las tropas imperiales japonesas que lo «apoyaban». Los japoneses lo utilizaban como un instrumento para lograr sus objetivos en la región.
Semiónov, intenso antisemita, repartió copias de Los protocolos de los sabios de Sion a las tropas japonesas con las que se asoció.
A finales de 1919, con la derrota en ciernes de Kolchak, su primer ministro Tretiakov decidió solicitar la ayuda de Semiónov para sostener a aquel. Semiónov, aparte de hacer un llamamiento a los checoslovacos para facilitar la retirada de Kolchak y sus unidades, se negó a enviar sus tropas al oeste y tomar el control de Irkutsk sin ser antes nombrado comandante en jefe de las fuerzas de Lejano Oriente ruso y de la zona del transmanchuriano. Kolchak entendió la exigencia de Semiónov como chantaje. Detenido por los checoslovacos que sólo permitían avanzar su tren lentamente y ante la noticia de numerosos levantamientos de los socialrevolucionarios en localidades del transiberiano, el 23 de diciembre de 1919 Kolchak cedió a las pretensiones de Semiónov y lo ascendió a teniente general, poniendo bajo su mando diversas regiones para «salvaguardar la seguridad del Estado y el orden en la retaguardia». Su nombramiento, sin embargo, no logró el objetivo marcado por el almirante, sino que enfureció a los checoslovacos, que consideraban a Semiónov un bandido, y acabó con las posibilidades de acuerdo con los socialrevolucionarios, que veían el llamamiento a Semiónov como un ataque. En efecto, Semiónov les había amenazado con la voladura de unos estratégicos túneles que el ferrocarril tenía que atravesar al este de Irkutsk si el almirante no era liberado y se le permitía moverse sin estorbos.

### Sucesor de Kolchack y derrota final
Debido a la derrota del Movimiento Blanco, el almirante Kolchak transfirió el poder a Semiónov en el Lejano Oriente ruso el 4 de enero de 1920. Semiónov se proclamó gobernante temporal de Siberia, sin definir con claridad sus poderes ni sus territorios. Sin embargo, las fuerzas de Semiónov en Siberia, mercenarias, eran poco más que matones. Robaban, quemaban, asesinaban y violaban a civiles que vivían en el territorio controlado por las tropas.
A pesar de su nombramiento, Semiónov envió a Irkutsk una fuerza escasa: dos regimientos de caballería, otros tantos de infantería y tres trenes blindados, al mando del atamán Skípetrov. Esta expedición fracasó en su intento de tomar Irkutsk. En abril, logró defender Chitá de la ofensiva de las tropas de la nueva República del Lejano Oriente recién creada gracias a la contraofensiva desencadenada a su favor por los japoneses.
En julio de 1920, el Cuerpo Expedicionario Japonés inició su retirada de acuerdo con el Tratado de Gongota firmado por la República del Lejano Oriente y para agosto habían abandonado Transbaikalia. Los japoneses abandonaron al atamán ante los partisanos del Transbaikal, los internacionalistas y el 5.º ejército soviético dirigido por Génrij Eije, que dirigía la campaña de reconquista de Chitá. Los intentos de Semiónov de detener la retirada japonesa apelando al príncipe heredero japonés fueron vanos.
En octubre de 1920, unidades del Ejército Rojo y guerrillas, obligaron a las fuerzas de Semiónov y a los restos de las del fallecido Vladímir Kápel a abandonar la región de Baikal y retomaron Chitá (22 de octubre). Sus partidarios se retiraron al sureste. En mayo de 1921, tras la expulsión de las autoridades de la República del Lejano Oriente de Vladivostok con la anuencia japonesa, Semiónov se trasladó al krai de Primorie, donde intentó seguir combatiendo a las fuerzas soviéticas y se proclamó comandante en jefe y virrey de la región, pero finalmente fue obligado a abandonar territorio ruso en septiembre de 1921. No contaba por entonces ya con el respaldo japonés.

## Exilio y muerte

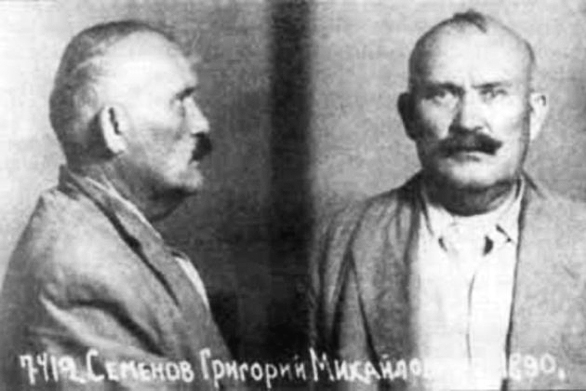
Fotografía de Semenov tomada por la NKVD (1945)

Semiónov primero huyó a Manchuria en octubre de 1920 y luego a Nagasaki, para más tarde establecerse en los Estados Unidos donde se lo arrestó acusado de robo de pieles y juzgado in absentia por un comité del Senado. En marzo de 1922, se le permitió entrar en Canadá.
El atamán vivió principalmente en el norte de China y en Corea, al servicio de Japón. Tenía lazos con el espionaje japonés y había sido el líder de los emigrantes blancos en el Lejano Oriente, estando a cargo de las actividades antisoviéticas. En abril de 1940, se trasladó a Shanghái para tratar la formación de un ejército antisoviético que pudiese apoyar posibles ofensivas militares japonesas contra el Gobierno de Moscú.
En septiembre de 1945,  el Ejército Rojo capturó a Semiónov en Manchuria; fue enviado a Moscú y sentenciado a muerte por ahorcamiento por el Colegio Militar de la Corte Suprema de la URSS. Fue fusilado o ahorcado (más probablemente) en Moscú el 30 de agosto de 1946.